# Jean-Baptiste Joseph Delambre
Jean-Baptiste Joseph Delambre   (Amiens, 19 de setembre de 1749 - París, 19 d'agost de 1822) va ser un matemàtic i astrònom francès. També va ser el director de l'Observatori de París i l'autor de llibres molt populars sobre la història de l'astronomia des dels temps antics al segle xviii.
El seu cognom apareix inscrit a la Torre Eiffel

## Biografia
Després d'una febre passada a la seva infantesa, que va deixar els seus ulls molt sensibles, va creure que aviat es tornaria cec i per això va llegir tants llibres com li va ser possible i va exercitar molt la seva memòria i els idiomes. Com a resultat d'això va publicar Règles et méthodes faciles pour apprendre la langue anglaise.
Delambre va dedicar-se a l'astronomia fins al punt que l'any 1788 va ser elegit membre estranger de la Reial Acadèmia Sueca de Ciències. El 1790, l'Assemblea Constituent francesa va demanar a l'Acadèmia francesa de Ciències que introduís una nova unitat de mesurament. Els acadèmics es decidiren pel metre, definit com a 1 / 10.000.000 de la distància del Pol Nord a l'Equador terrestre, i es prepararen per organitzar una expedició per mesurar la llargada de l'Arc de meridià entre Dunkerque i Barcelona, un tros del meridià que també passava per París. L'any 1791, la comissió mètrica acadèmica confià aquesta missió a Jean-Dominique de Cassini, Adrien-Marie Legendre i a Pierre Méchain. Cassini, que era reialista, va dimitir després de l'arrest del rei Louis XVI a Varennes. El 15 de febrer de 1792, Delambre va ser elegit unànimement membre de l'Acadèmia francesa de Ciències i va substituir Cassini en la part de l'expedició del nord de mesurar el meridià des de Dunkerque a Rodez. Pierre Méchain va comandar la part sud de l'expedició fent mesuraments des de Barcelona a Rodez. Els mesuraments es van acabar el 1798.

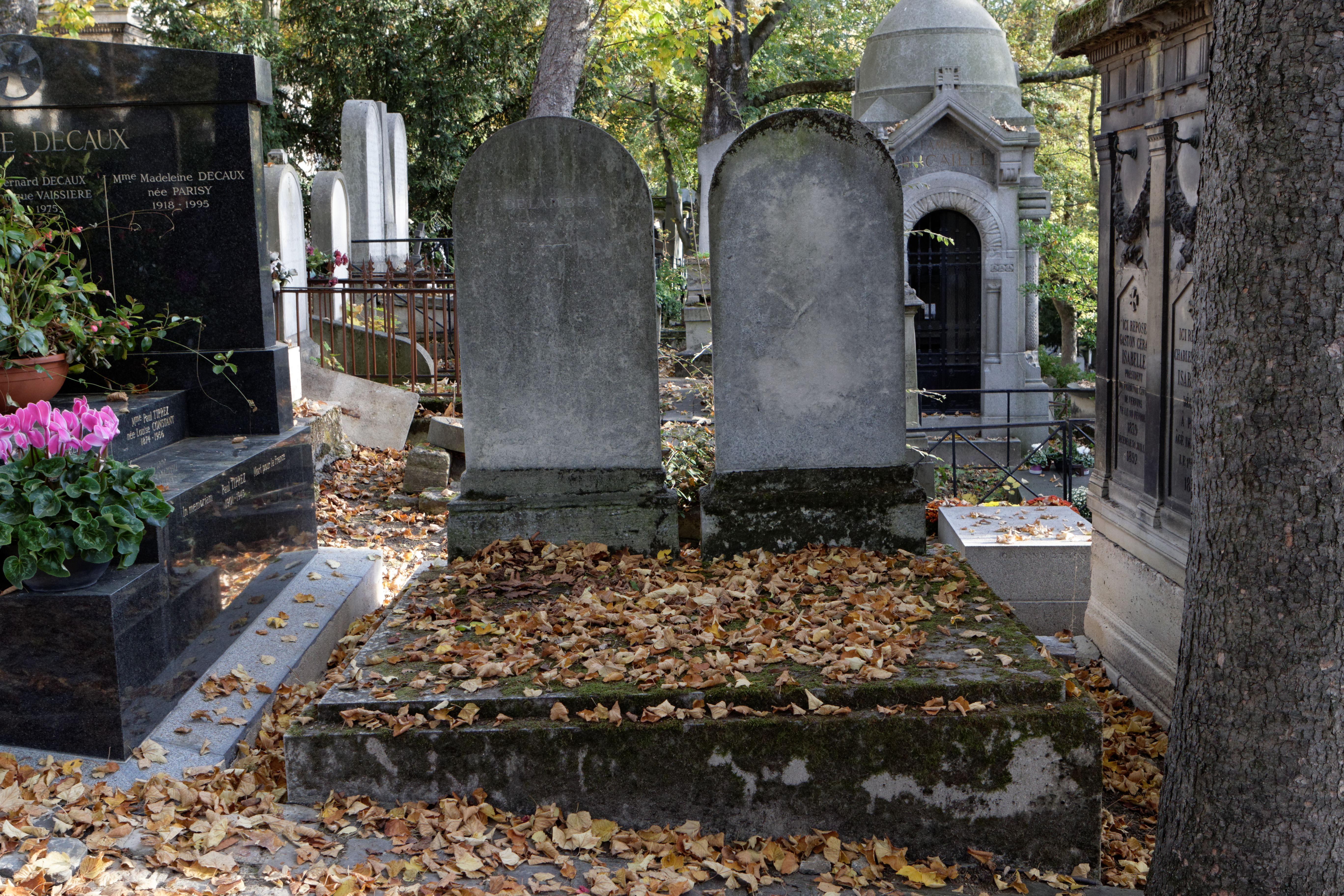
Tomba de Delambre al Cementiri del Père-Lachaise.

El 1801, el consol Napoleó I va aconseguir la presidència de l'Acadèmia francesa de Ciències i va nomenar Delambre com a Secretari Permanent de les Ciències Matemàtiques, càrrec que va conservar fins a la mort.
Després de la mort de Méchain el 1804, Delambre va ser nomenat director de l'Observatori de París. També va ser professor d'astronomia al Collège de France.
Delambre va ser un dels primers astrònoms a derivar equacions astronòmiques des de fórmules analítiques, i fou autor de les Analogies de Delambre i, a partir dels 70 anys, d'obres d'història de l'astronomia. Va ser fet cavaller (chevalier) de l'Orde de Saint Michael i de la Legió d'Honor. També va ser elegit membre de l'American Academy of Arts and Sciences el 1822.
Delambre morí el 1822 i va ser enterrat al Cementiri Père Lachaise de Paris. El cràter Delambre de la Lluna el recorda.

## Obres
- Méthodes analytiques pour la détermination d'un arc du méridien (Crapelet, Paris, 1799)
- Notice historique sur M. Méchain, lue le 5 messidor XIII (Baudouin, Paris, January 1806); és l'obituari del difunt Pierre Méchain, llegit a l'Acadèmia de Ciències pel secretari Delambre el 24 de juny de 1805.
- Base du système métrique décimal, ou Mesure de l'arc du méridien – compris entre les parralèles de Dunkerque et Barcelone, executée en 1792 et années suivantes, par MM. Méchain et Delambre. (editor; Baudouin, Imprimeur de l'Institut National; Paris; 3. vol.; 1806, 1807, 1810); inclou totes les dades obtingudes per Delambre i Méchain durant l'expedició de 1792–1799 i tots els càlculs derivats
- Rapport historique sur le progrès des sciences mathématiques depuis 1799 (Imprimerie Impériale, Paris, 1810)

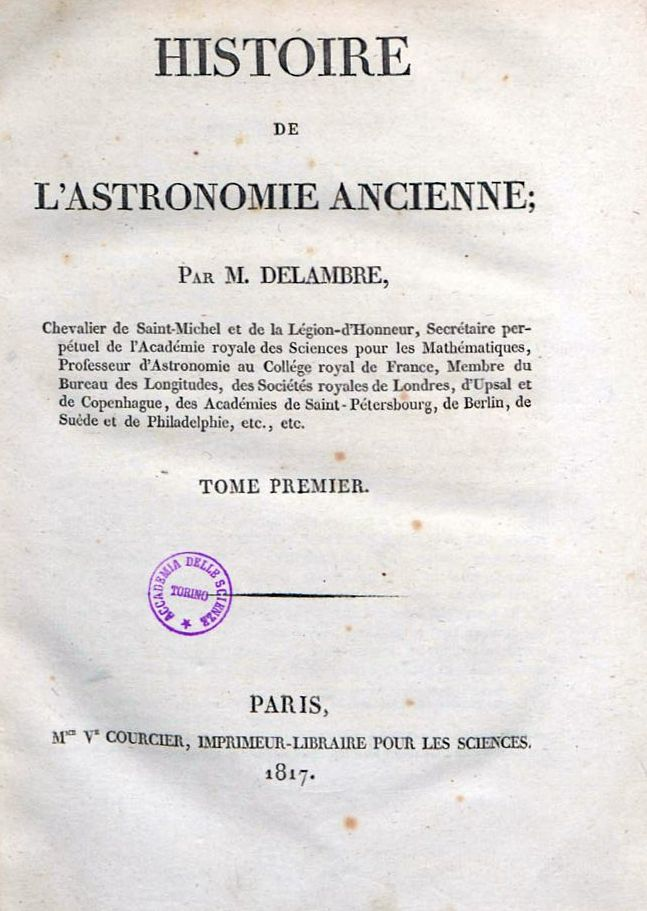
Histoire de l'astronomie ancienne, 1817

- Una història de l'astronomia, que compren quatre treballs en sis volums:
  - Histoire de l'astronomie ancienne, Paris: Mme Ve Courcier, 1817. 2 volums; vol. 1, lxxii, 556 pp., 1 folded plate; vol. 2, viii, 639 pp., 16 gràfiques. OCLC 490232972.
Reimprès a New York i Londres: Johnson Reprint Corporation, 1965 (Sources of Science, #23), amb un nou prefaci d'Otto Neugebauer. OCLC 648488.
Text en línia: vol. 1, , , ; vol. 2, , .
  - Histoire de l'astronomie du moyen age, Paris: Mme Ve Courcier, 1819. lxxxiv, 640 pp., 17 gràfiques. OCLC 490233042.
Reimprès a New York i Londres: Johnson Reprint Corporation, 1965 (Sources of Science, #24.) OCLC 647834.
També reimprès a París: J. Gabay, 2006. OCLC 494627038.
Text en línia: .
  - Histoire de l'astronomie moderne, Paris: Mme Ve Courcier, 1821. 2 volumes; vol. 1, lxxxii, 715 pp.,  9 gràfiques; vol. 2, [4], 804 pp., 8 gràfiques. OCLC 490233154.
Reimprès a New York i Londres: Johnson Reprint Corporation, 1969 (Sources of Science, #25), amb una nova introducció i taula de continguts per Bernard Cohen. OCLC 647838.
També reimprès a Paríss: Editions Jacques Gabay, 2006. OCLC 493779358.
Compren l'astornomia del segle XVII.
Text en línia: ambdós volums, amb gràfics, ; vol. 1, , , ; vol. 2, .
  - Histoire de l'astronomie au dix-huitième siècle, editat per Claude-Louis Mathieu, Paris: Bachelier (successeur de Mme Ve Courcier), 1827. lii, 796 p., 3 gràfiques. OCLC 490233264
Reimprès a París: J. Gabay, 2004. OCLC 470502171.
Inclou la història de l'astronomia del sgle XVIII, especialment crític amb els seus col·legues de l'Acadèmia, va ordenar publicar-lo de forma pòstuma.
Text en línia: ; amb gràfics, .

- Grandeur et figure de la terre, ouvrage augmenté de notes, de cartes (1912)(edited by Guillaume Bigourdan, Gauthiers-Villars, Paris, 1912;)